# Madeline Harley
Madeline Harley (née en 1945) est une botaniste britannique spécialisée en palynologie (recherche pollinique). En 1996, elle obtient un doctorat de l'Université d'East London. avec la thèse : Palm pollen and the fossil record (Le pollen de palmier et les archives fossiles) .

## Biographie
Madeline Harley est membre titulaire des jardins botaniques royaux de Kew pendant 32 ans. Elle est cheffe du département de palynologie du laboratoire "Jodrell" jusqu'en 2005. Elle est impliquée dans la recherche sur le pollen, en se concentrant sur le démêlage de la systématique et de la biologie évolutive des angiospermes. Elle s'intéresse particulièrement au pollen des palmiers. En 2005, la Linnean Society of London organise un symposium international sur la palynologie en l'honneur de Madeline Harley. En 2009, elle est associée à Kew en tant qu'assistante de recherche honoraire.
Madeline Harley est la (co-)auteur de plus de soixante articles parus dans des revues scientifiques telles que Botanical Journal of the Linnean Society, Kew Bulletin, Grana et International Journal of Plant Sciences . Avec Cynthia Morton et Stephen Blackmore, Madeline Harley était responsable de Pollen and Spores: Morphology and Biology (2000). En 2004, le livre Pollen: The Hidden Sexuality of Flowers de Rob Kesseler et Madeline Harley a été publié. Ce livre a reçu une médaille d'or en 2007 avec le titre de « Livre exceptionnel de l'année pour le concept le plus original » aux Independent Publisher Book Awards. Avec John Dransfield, Nathalie W. Uhl, Conny B. Asmussen, William J. Baker et Carl E. Lewis, Madeline Harley a travaillé sur Genera Palmarum : The Evolution and Classification of Palms (appelé communément GP2), paru en 2008. En 2009, ce livre a remporté le prix annuel de littérature du « Council on Botanical and Horticultural Libraries ». Avec Kesseler et Wolfgang Stuppy, Madeline Harley est l'auteur du livre The Bizarre and Incredible World of Plants .
Madeline Harley est membre de la Linnean Society of London.